# Zephyranthes erubescens
Zephyranthes erubescens är en amaryllisväxtart som beskrevs av Sereno Watson. Zephyranthes erubescens ingår i släktet Zephyranthes och familjen amaryllisväxter. Inga underarter finns listade i Catalogue of Life.